# Cesar Chavez (Texas)
Pour l’article homonyme, voir Cesar Chavez.
Cesar Chavez est une census-designated place située dans le comté de Hidalgo, dans l’État du Texas, aux États-Unis. Sa population s’élevait à 1 929 habitants lors du recensement de 2010.